# Таун, Фрэнсис
Фрэнсис Таун (англ. Francis Towne; 1739, Эксетер, Девоншир — 7 июля 1816, Лондон) — английский живописец-акварелист. Работал в жанре пейзажа, в том числе в Италии, в Риме и Неаполе.

## Биография
Фрэнсис Таун родился в Эксетере (графство Девоншир), в семье торговца сельскохозяйственной продукцией. В 1752 году поступил в ученики к ведущему лондонскому живописцу Томасу Бруксхеду. В 1759 году выиграл премию Общества искусств по рисунку и некоторое время учился в Академии Святого Мартина, или «Академии Сент-Мартинс-Лейн» (St Martin’s Lane Academy), предшественнице Королевской академии художеств в Лондоне. Затем, вероятно, работал помощником придворного портретиста Джона Шеклтона.
В 1763 году Таун работал у художника-декоратора по имени Томас Уотсон в Лонг-Акре и отправился по делам в Эксетер. Он стал писать картины маслом, а также преподавал рисунок, и принимал заказы от богатых семей Девона. После поездки по северному Уэльсу, предпринятой в 1777 году вместе со своим другом, адвокатом из Эксетера Джеймсом Уайтом (1744—1825), он начал писать пейзажи акварелью.
В 1780 году Фрэнсис Таун отправился в Рим, работал там вместе с Джоном «Уорвиком» Смитом (John «Warwick» Smith), который был там с 1776 года, и Уильямом Парсом, своим другом из Лондона. В марте 1781 года Таун провёл месяц в Неаполе. После возвращения в Рим, поездки в Тиволи и близлежащие районы Римской Кампаньи вместе со Смитом он отправился домой в Англию, проехав через Альпы. Его работы из этой поездки включают более 200 листов и 54 больших вида Рима с изображением величественных руин античной архитектуры. Однако эти акварели не нашли покупателей и Фрэнсис делал их реплики, когда получал редкие заказы. Многие из ранних акварелей были переработаны позже, примерно с 1800 года. После смерти художника эти произведения по завещанию поступили в Британский музей.
По возвращении в Девон сэр Томас и леди Экланд из Киллертона попросили его написать несколько видов Девона и Северного Уэльса, и в 1786 году он отправился в поездку по Озёрному краю (Северо-Западная Англия). Он писал маслом виды Рима и других мест на основе своих акварелей (акварельную живопись в академиях всерьёз не воспринимали), надеясь поступить в Королевскую академию, но после одиннадцати попыток, начиная с 1788 года, он так и не был принят и сдался к 1803 году. Он остался в Эксетере рисовать и преподавать. В последние годы жизни вернулся в Лондон. 5 августа 1807 года он женился на Жаннет Хиллигсберг, французской танцовщице в возрасте 27 лет, но она умерла в апреле 1808 года.
Фрэнсис Таун оставался малоизвестной фигурой до начала XX века, так что коллекционер Поль Оппе смог недорого приобрести ряд его важных произведений. Оппе был впечатлён необычной, несколько упрощённой графичной манерой Тауна, техникой сочетания заливки кистью с прорисовкой контуров пером, которая соответствовала тенденциям того времени, «вкусу нашего века к созданию плоских красочных узоров», как выразился Эндрю Уилтон в 1993 году. Оппе обнаружил коллекцию практически неизданных произведений Тауна. Он каталогизировал работы и опубликовал статью о художнике в журнале «Общества Уолпола» (Walpole Society journal) за 1919 год (№ 8: 95-126). Эти произведения помогли возродить интерес к Тауну, и на рынке стало появляться больше его работ. К 1950-м годам Фрэнсис Таун получил широкое признание, а его акварели принадлежали многим музеям, прежде всех Британскому музею и Йельскому центру британского искусства. Каталог-резоне работ художника был опубликован «Центром исследований британского искусства Пола Меллона» (Paul Mellon Centre for Studies in British Art).
В январе 2016 года Британский музей провёл выставку акварелей Фрэнсиса Тауна, которые он написал в Риме, а искусствовед Джонатан Джонс прокомментировал: «Фрэнсис Таун, которому одиннадцать раз не удалось быть избранным в Королевскую академию, но который предусмотрительно оставил эти акварели Британскому музею после своей смерти в 1816 году, возможно, не самый известный из британских художников. Однако, как показывает эта захватывающая выставка, он — один из выдающихся».

## Галерея

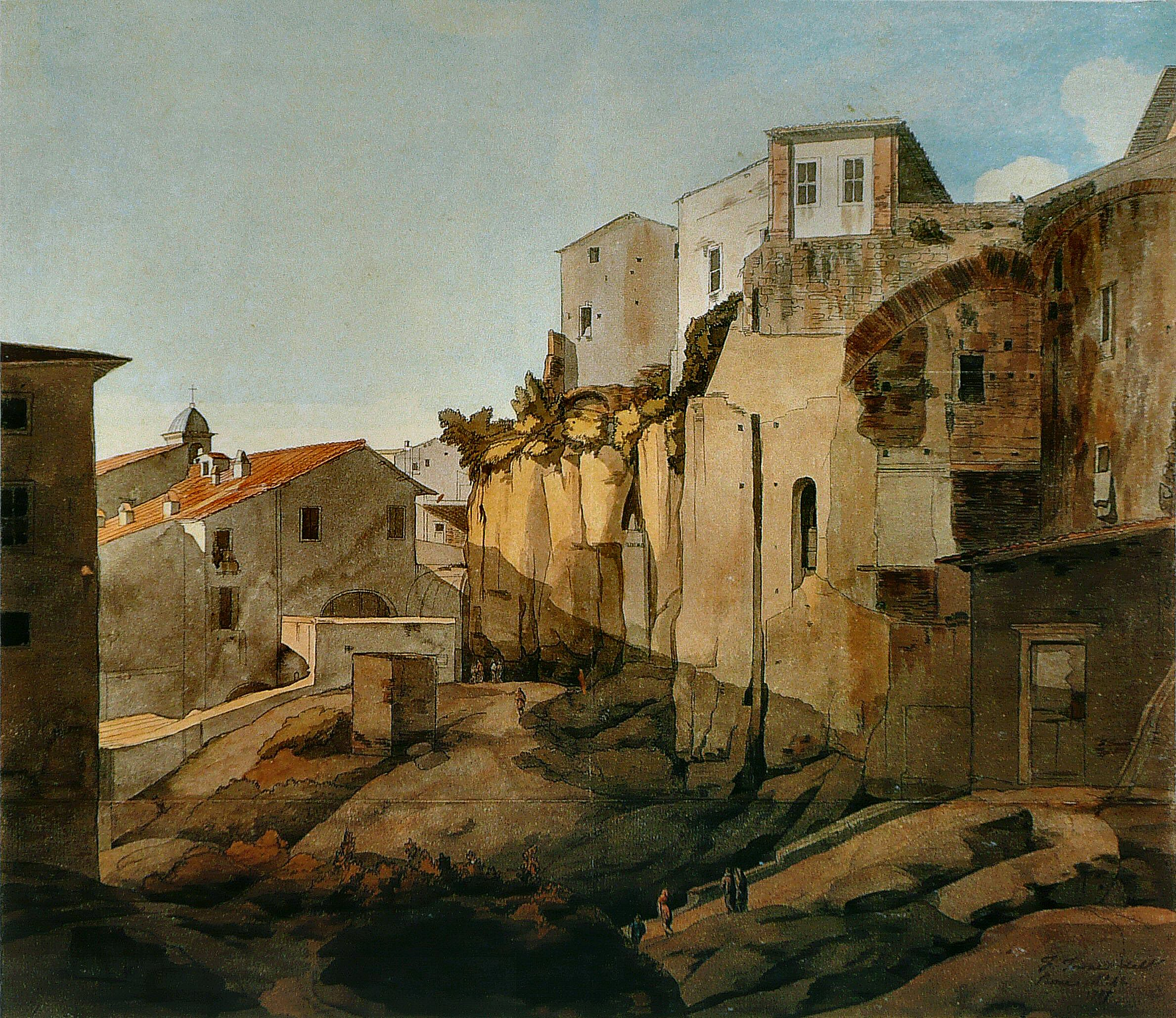
Тарпейская скала, Рим. 1780. Бумага, перо, кисть, акварель. Британский музей, Лондон
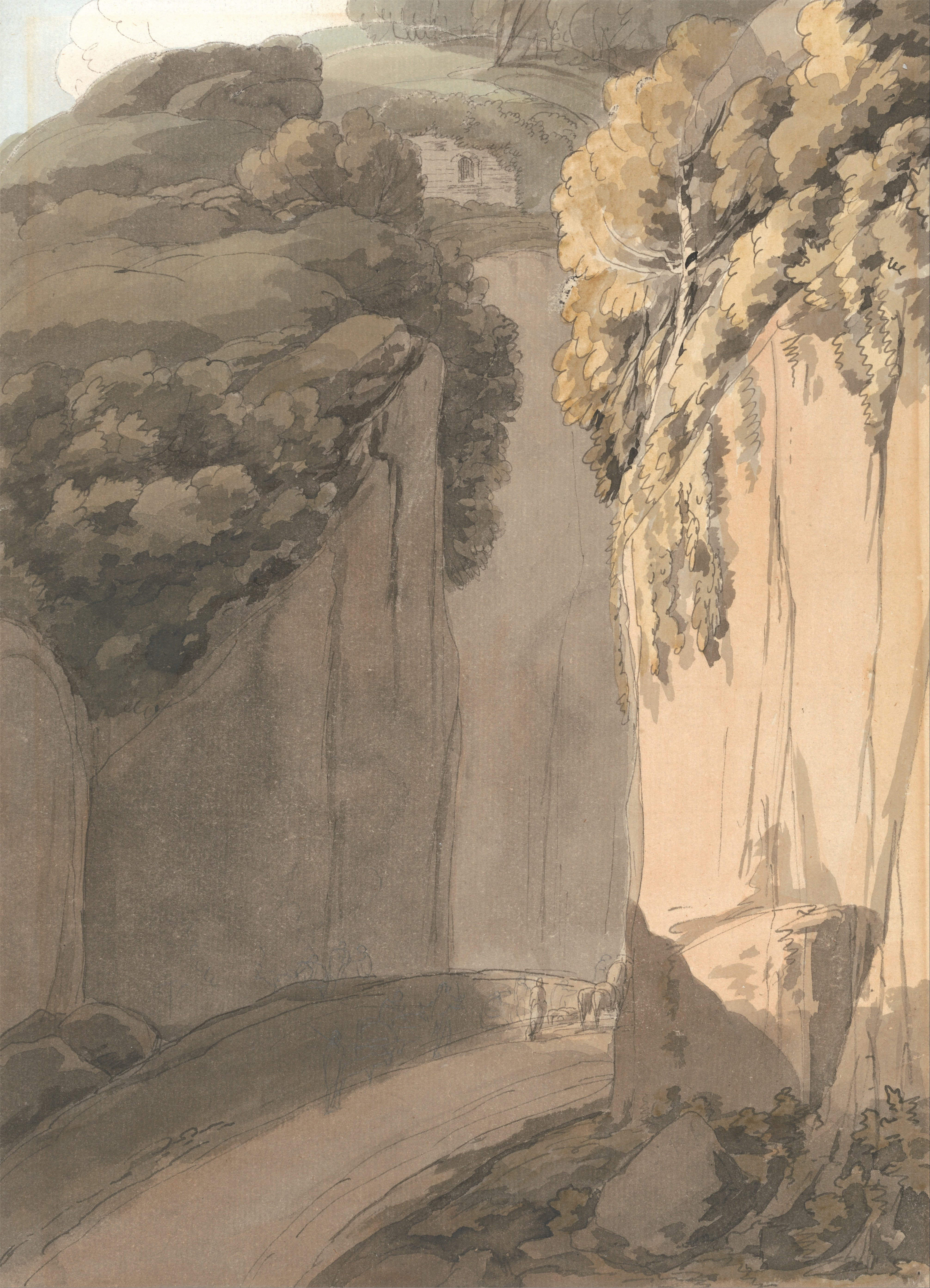
Вход в грот Позилиппо в Неаполе. 1781. Бумага, кисть, перо, акварель, тушь. Йельский центр британского искусства. Нью-Хейвен, Коннектикут, США
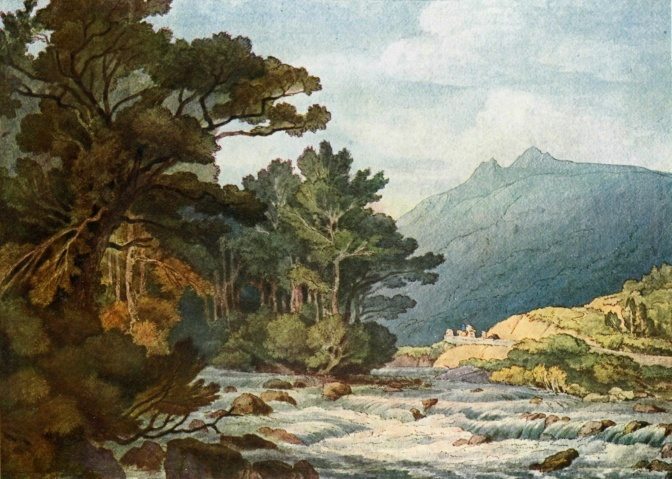
Стремнина. Бумага, кисть, перо, акварель. Частное собрание
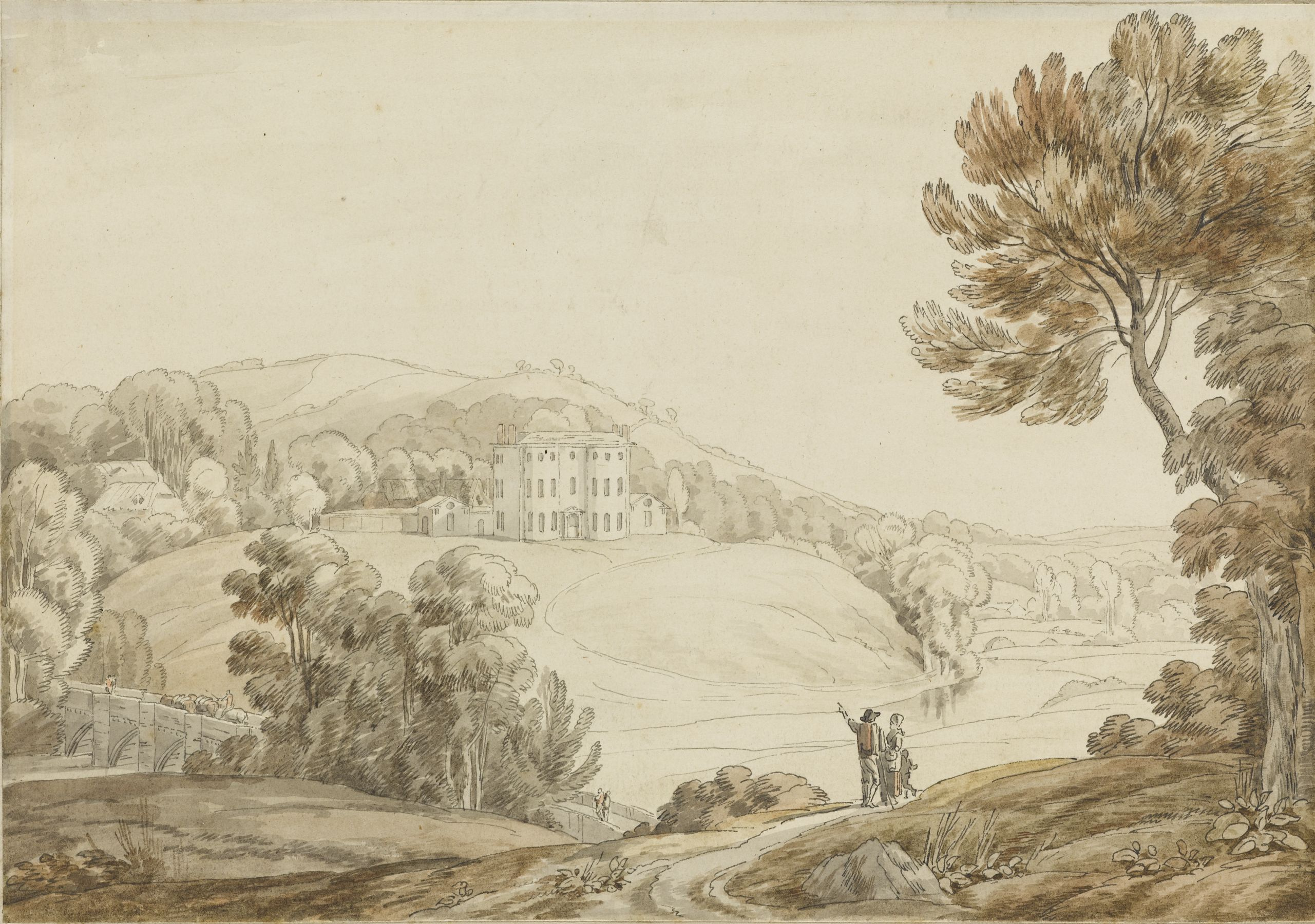
Замок Коули в окрестностях Эксетера. Ок. 1812. Бумага, перо, кисть, чернила. Художественная галерея, Девон
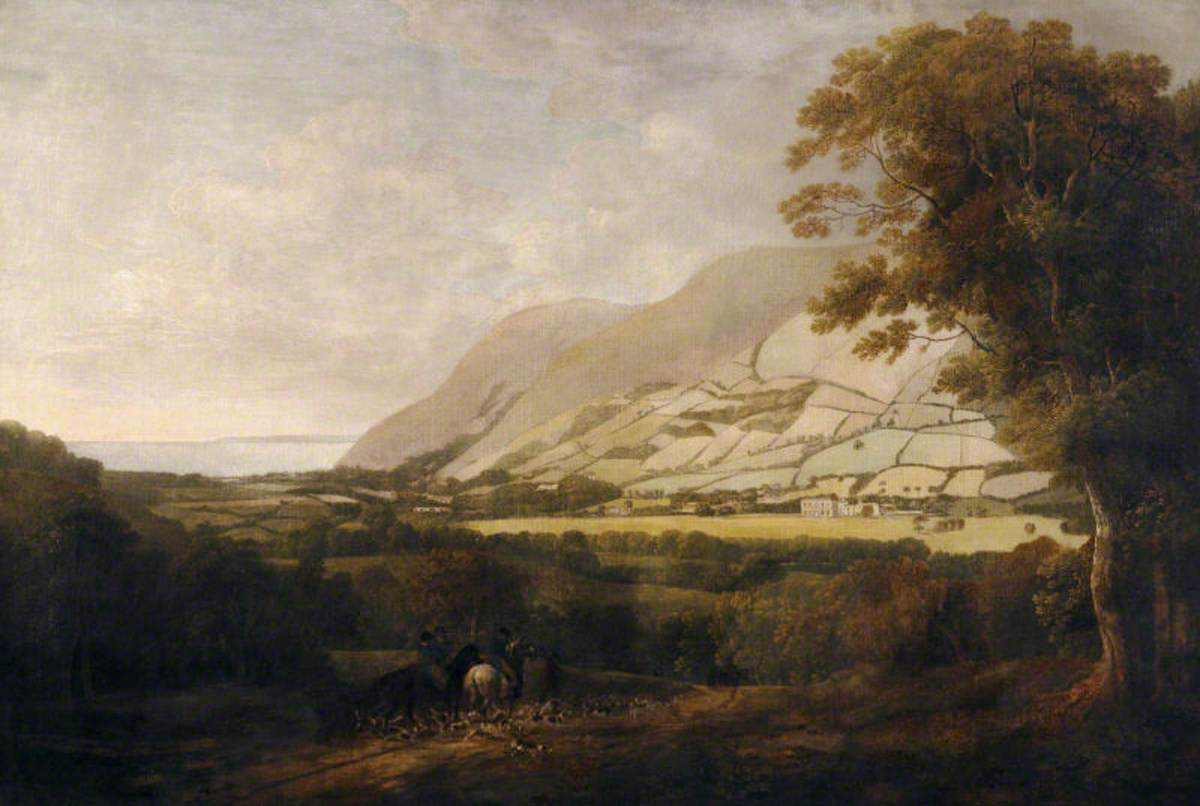
Вид на Холникот, Сомерсет. 1785. Холст, масло. Национальный фонд, Великобритания
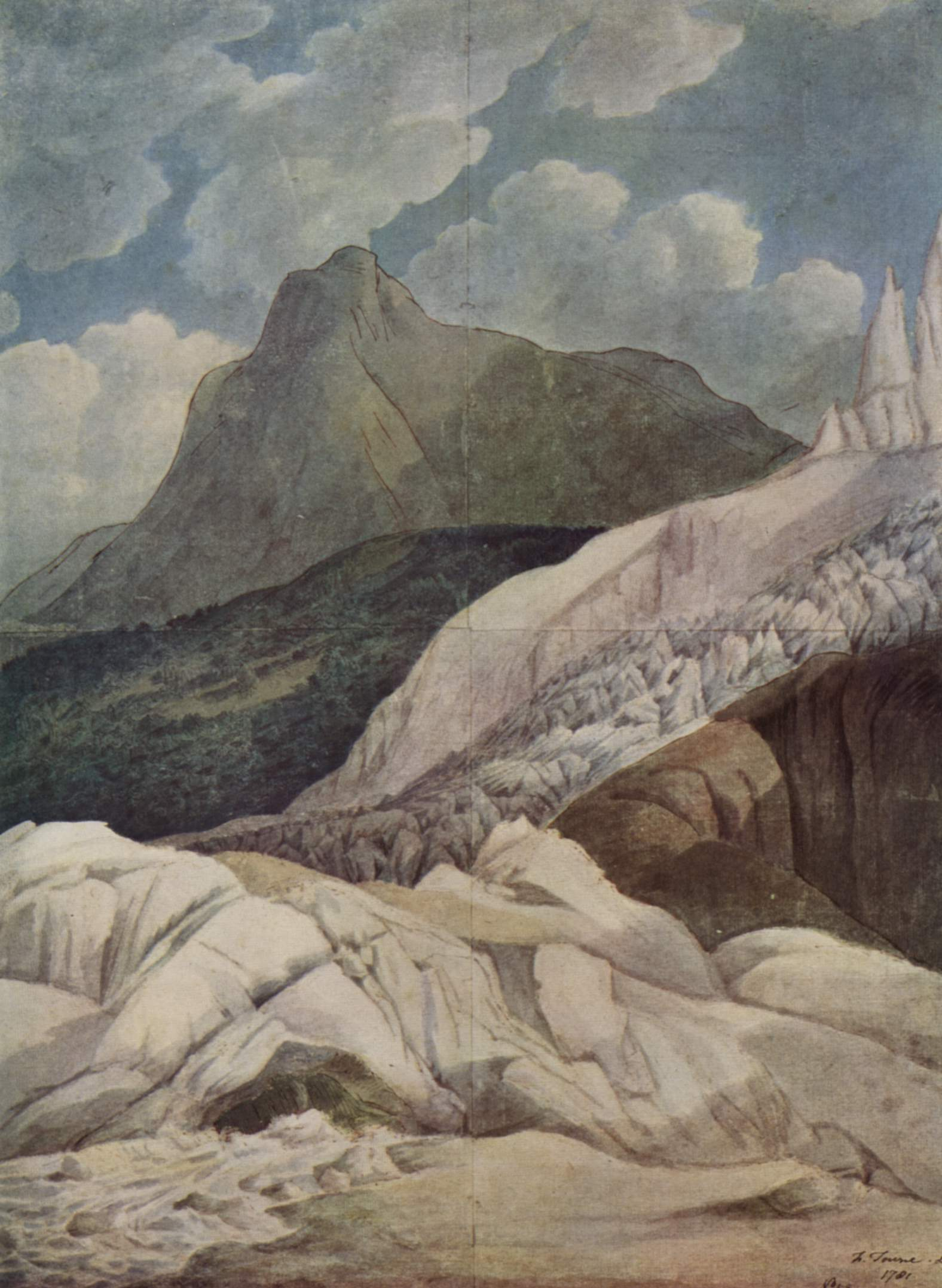
Истоки реки Арвирон. 1781. Бумага, кисть, перо, акварель. Музей Виктории и Альберта, Лондон
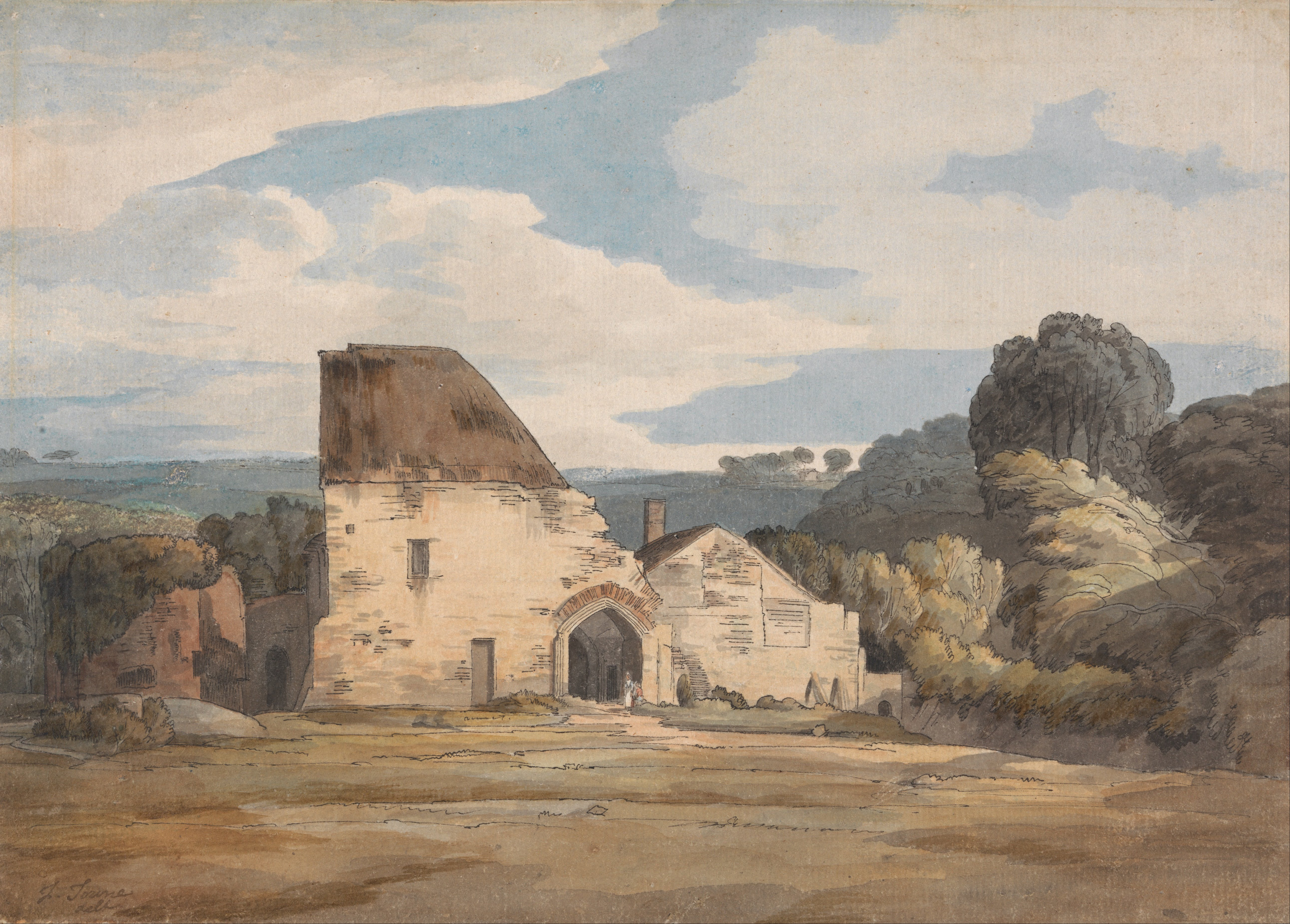
Аббатство Данкерсвел. 1783. Бумага, кисть, перо, акварель. Йельский центр британского искусства. Нью-Хейвен, Коннектикут, США
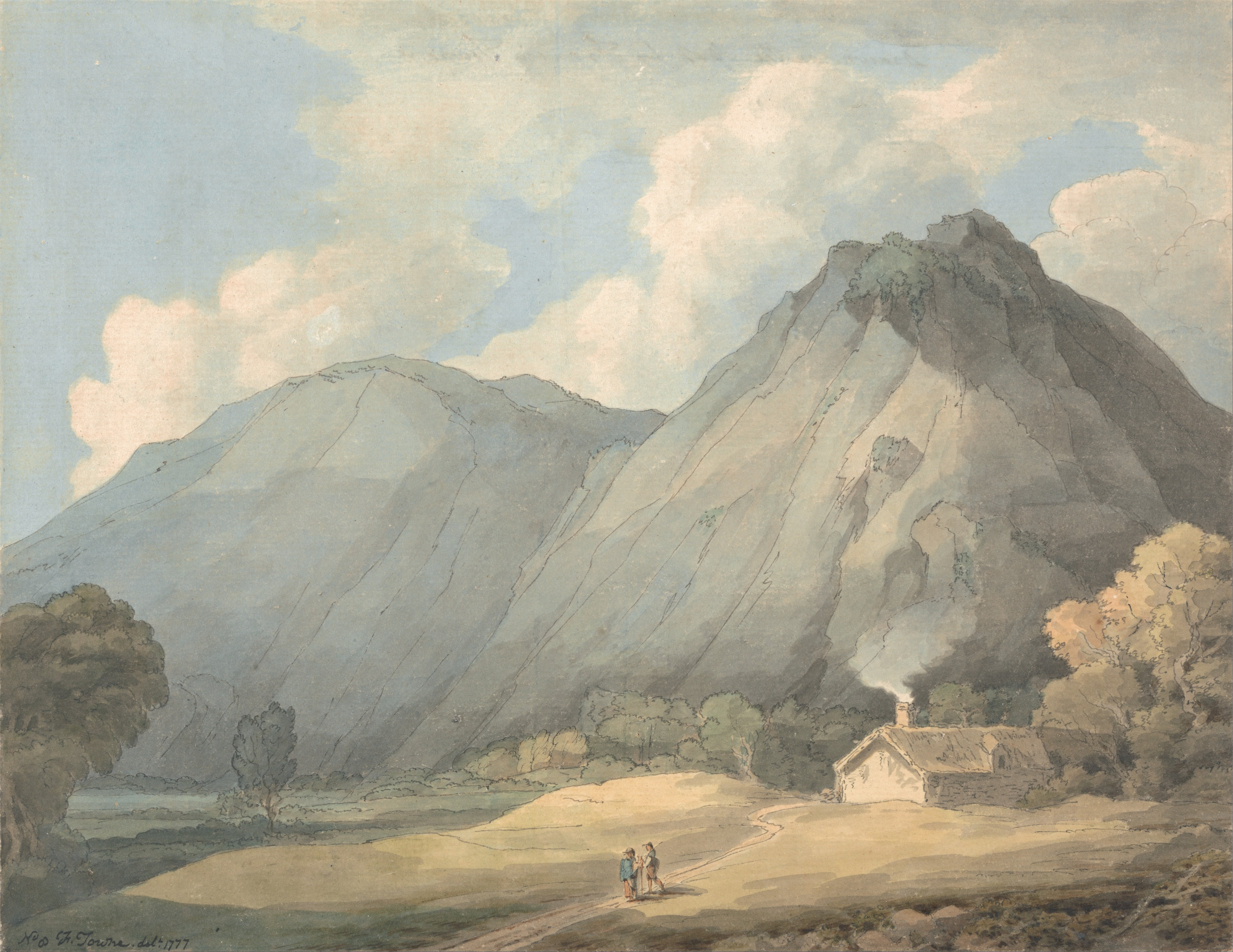
Около Абердеолы, Северный Уэльс. 1777. Бумага, кисть, перо, акварель. Йельский центр британского искусства. Нью-Хейвен, Коннектикут, США